# Efecto antiinvernadero
El efecto anti-invernadero es un neologismo que describe dos efectos diferentes bajo el título de efecto enfriamiento en la atmósfera de la temperatura ambiental del planeta. A diferencia del efecto invernadero, que es común, este efecto opuesto solo se conoce en un lugar del Sistema Solar.
El efecto invernadero convencional se produce porque la atmósfera es en gran medida transparente a la radiación solar, pero en también opaca a la radiación desde la Tierra en el infrarrojo. En el efecto anti -invernadero, esa situación es a la inversa: la atmósfera es opaca a la radiación solar, pero deja pasar los infrarrojos.

## Titán

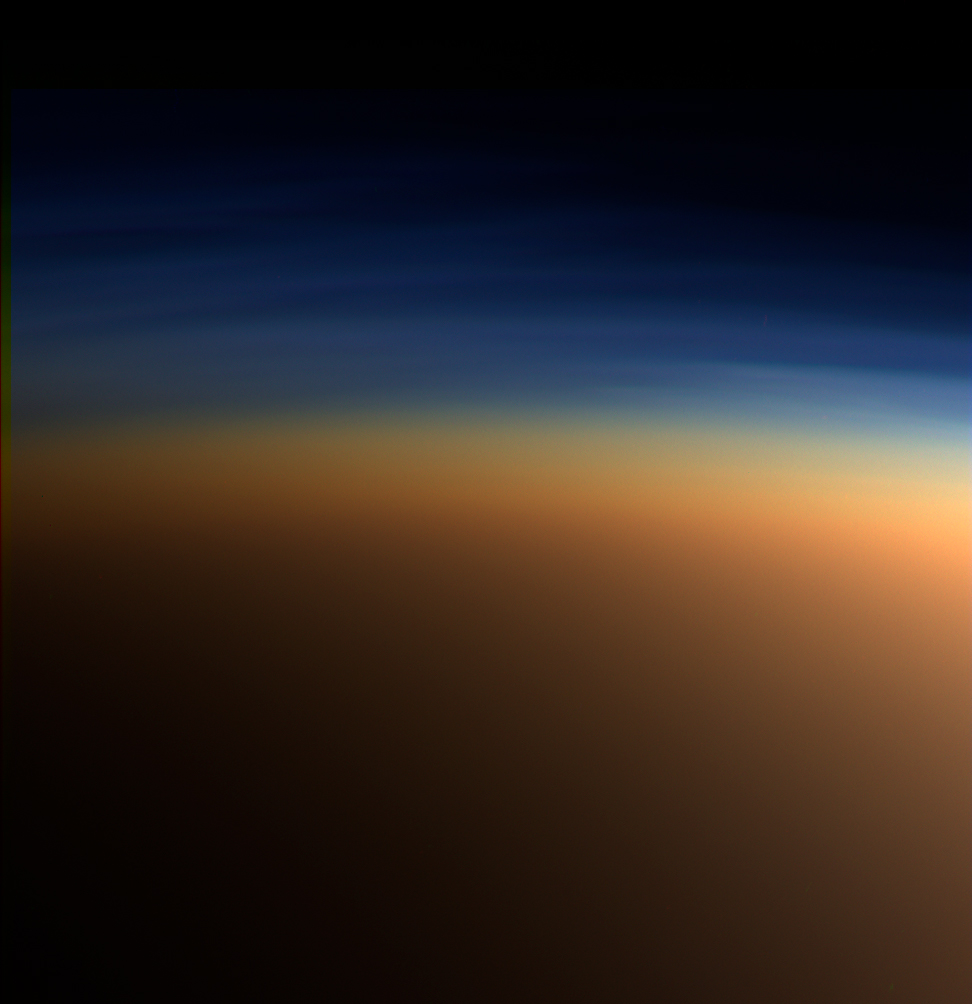
"Niebla" en Titán.

En el satélite Titán, la niebla contiene moléculas orgánicas en la atmósfera superior absorbiendo el 90% de la radiación solar que entra en Titán, pero no retiene la radiación infrarroja generada desde la superficie. Aunque un gran efecto invernadero sigue manteniendo al Titán a una temperatura mucho más alta que el equilibrio térmico, Titán al presentar un "efecto anti-invernadero" compensa en parte el calentamiento por efecto invernadero y mantiene su superficie a aproximadamente 9 °C (16 °F) menos de lo que podría esperarse del efecto invernadero solo. De acuerdo a McKay et al., "El efecto anti-invernadero en Titán reduce la temperatura de la superficie en 9 K mientras que el efecto invernadero lo aumenta en un 21 K. El efecto neto es que la temperatura de la superficie (94 K) es de 12 K más elevada que la temperatura efectiva de 82 K ( el equilibrio que se alcanzaría en ausencia de cualquier atmósfera)
Además, ese efecto da como resultado una termoclina invertida en Titán, con temperaturas atmosféricas cada vez mayores con el aumento de la altitud por encima de la tropopausa. Este tipo de efecto anti-invernadero solo se conoce en Titán y es similar a los efectos de enfriamiento que podría causar un invierno nuclear.

## Plutón
Un mecanismo diferente existe en Plutón, que no es un verdadero efecto anti-invernadero. La radiación solar rompe el hielo de nitrógeno en la superficie de este planeta enano causando su sublimación. De esta manera provoca que la temperatura de Plutón sea unos 10 °C (20 °F) menos que en su luna Caronte. La sublimación causa enfriamiento, similar a la radiación solar directa de evaporación de hielo en la Tierra, y el reverso de la formación de heladas, sin embargo, cuando eso ocurre en la Tierra no se trata de efecto anti-invernadero. Ese efecto fue descubierto usando el radiotelescopio Arreglo Submilimétrico en Hawái.